# Acygnatha nigripuncta
Acygnatha nigripuncta är en fjärilsart som beskrevs av George Francis Hampson 1907. Acygnatha nigripuncta ingår i släktet Acygnatha och familjen nattflyn. Inga underarter finns listade i Catalogue of Life.